# Jes Atid
A Jes Atid (héberül: יש עתיד, Yesh Atid) egy izraeli liberális politikai párt. Jaír Lapid izraeli újságíró és politikus alapította 2012-ben.
A párt története során minden választásnál egyre több helyet nyert a Kneszetben, de csak egyszer volt kormánypárt.
2013-ban, az első választáson, amelyen indult, a Jes Atid a második helyen végzett, 19 helyet szerezve a 120 fős Knesszetben. Ezután koalícióra lépett a Likud párttal. A 2015-ös választásokon a párt nem volt hajlandó támogatni a Likudot. Miután jelentős visszaesést szenvedett és mandátumokat veszített, csatlakozott az ellenzékhez.
2019. február 21-én a Jes Atid egyesült az Izraeli Ellenállás Párttal, hogy Kék-Fehér néven centrista szövetséget alakítson a közelgő választásokra. A Jes Atid és a Telem 2020. március 29-én kilépett a szövetségből, és független frakciót alakított a Kneszetben. A Jes Atid a 2021-es választásokon egyedül indult, és 17 helyet szerzett, a Kneszet második legnagyobb pártja, amely akkoriban az izraeli kormánykoalíció legnagyobb pártját alkotta, a párt vezetője, Jaír Lapid pedig 2022-ben miniszterelnök volt.
A 2022-es választásokon a Jes Atid 24 mandátumot szerzett, többet, mint bármely korábbi választáson, de nem tudott kormányt alakítani. A Benjamin Netanjahu vezette Likud alakított kormányt, a Jes Atid visszatért az ellenzékbe.